# 林宗右衛門
林 宗右衛門（はやし そうえもん、1845年（弘化元年12月）- 1896年（明治29年）12月30日）は、明治期の地主、政治家。貴族院多額納税者議員。

## 経歴
伊勢国員弁郡で生まれる。のち奄芸郡林村（三重県河芸郡明村、安芸郡芸濃町を経て現津市）の代々久居藩の大里正を務めた林家の養子となる。
1868年（明治元年）養父の跡を継いで林組大庄屋（大里正）に就任。農業、酒造業を営む。その後、楠平尾・林・中縄3村戸長、学務委員などを務めた。道路、橋梁改築のため私費を投じ、また学校に教材を寄付するなど公共のための出費を惜しまなかった。
1880年（明治13年）2月に三重県会議員に奄芸郡選挙区から選出されたが同年10月に辞職した。その後、1882年（明治15年）6月から1884年（明治17年）4月まで、同月から1887年（明治20年）12月まで、同月から1890年（明治23年）10月まで県会議員を合わせて6期務めた。同年の初回貴族院多額納税者議員選挙で互選され、同年9月29日に就任した。在任中は懇話会に所属した。在任中の1896年12月、病により死去した。